# Kaj Andersen
 Der er flere personer med dette navn, se Kaj Andersen (atlet).
Kaj Andersen (4. november 1943 i Viborg – 15. september 1973 smst.) var en dansk atlet (diskoskaster). Han var medlem af Viborg Atletikforening (-1967) og AGF (1968-1973).

## Atletik
Ved EM 1969 blev Andersen nummer 8 med et kast på 56,26. På EM 1971 i Helsingfors nummer blev han slået i kvalifikationsrunden med 55,56 og han deltog i sit tredje og sidste internationale mesterskab ved OL 1972 i München, hvor han også blev slået ud i kvalifikationen med et kast på 53.52 og en 25. plads. I løbet af karrieren vandt han 11 danske mesterskaber (1962-1972) samt en sølvmedalje i diskoskast og det blev også til 8 DM-sølvmedaljer i kuglestød.
Han satte 13 danske rekorder, men 60 meter-mand blev han aldrig. Nærmest kom han i FIFs åbningsstævne i 1971 med 59,63 meter. Den danske rekord i diskoskast er 61,30 meter og indehaves af Steen Hedegård, men Andersen kastede i 1970; 62,70 meter, et resultat opnået i et opvisningskast udført i forbindelse med optagelse af en instruktionsfilm. Der var altså ikke tale om en egentlig konkurrence.
Andersen kom i modvind under Tartan Games i Aarhus i 1971, hvor han i et interview sagde: "Hvorfor forsøge at skjule sandheden om det begreb, vi kalder amatørisme. Hvem tror, at Bruch og Silvester nøjes med at få rejse og ophold betalt?" På den tid var den skjulte professionalisme i atletik ikke noget, man talte højt om. Og mange fik travlt med at vaske deres hænder og gøre ham til syndebuk for sine udtalelser. Han blev aldrig accepteret i verdenseliten. Hans nedtur var begyndt. Han tog sit eget liv 15. september 1973 da han hoppede ud fra Viborg Domkirke.